# Diocophora palpalis
Diocophora palpalis är en tvåvingeart som beskrevs av Borgmeier 1963. Diocophora palpalis ingår i släktet Diocophora och familjen puckelflugor.
Artens utbredningsområde är New York. Inga underarter finns listade i Catalogue of Life.